# Holoxanthina lutosa
Holoxanthina lutosa är en fjärilsart som beskrevs av Karsch 1895. Holoxanthina lutosa ingår i släktet Holoxanthina och familjen nattflyn. Inga underarter finns listade i Catalogue of Life.